# 5 Batalion Sanitarny
5 Batalion Sanitarny (5 bsan) - pododdział służby zdrowia Wojska Polskiego II RP.

## Historia batalionu
19 maja 1927 roku Minister Spraw Wojskowych ustalił i zatwierdził dzień 14 listopada, jako datę święta batalionu.
W październiku 1931 batalion został rozformowany, a w jego miejsce została zorganizowana Kadra Zapasowa 5 Szpitala Okręgowego.

## Organizacja batalionu
W skład batalionu wchodziła:
- drużyna dowódcy batalionu,
- trzy kompanie sanitarne,
- kadra batalionu zapasowego,
- warsztat sanitarno-techniczny.

Każda z kompanii sanitarnych składała się z drużyny dowódcy i czterech plutonów. Pluton liczył dwie drużyny po dwie sekcje sanitarne. Dwa plutony z każdej kompanii były wydzielone do służby w szpitalu okręgowym i w szpitalach rejonowych. Szpital okręgowy dysponował trzema plutonami, a każdy z trzech szpitali rejonowych – jednym plutonem obsługi sanitarnej.

## Żołnierze batalionu
Dowódcy batalionu
- ppłk lek. Bronisław Hackbeil (1923-1924)
- mjr / ppłk lek. Mieczysław Henoch (X 1927[6] – X 1931 → komendant 5 Szpitala Okręgowego[7])

## Odznaka batalionu
17 listopada 1928 roku Minister Spraw Wojskowych zatwierdził wzór i regulamin odznaki pamiątkowej 5 Batalionu Sanitarnego. Odznaka o wymiarach 44x44 mm ma kształt krzyża w centrum którego umieszczono godło państwowe z czerwonym krzyżem pośrodku. Na ramionach krzyża oplecionych wieńcem z liści laurowych wpisano numer i inicjały „5 BS”. Dwuczęściowa - wykonana w srebrze.